# 国道298号

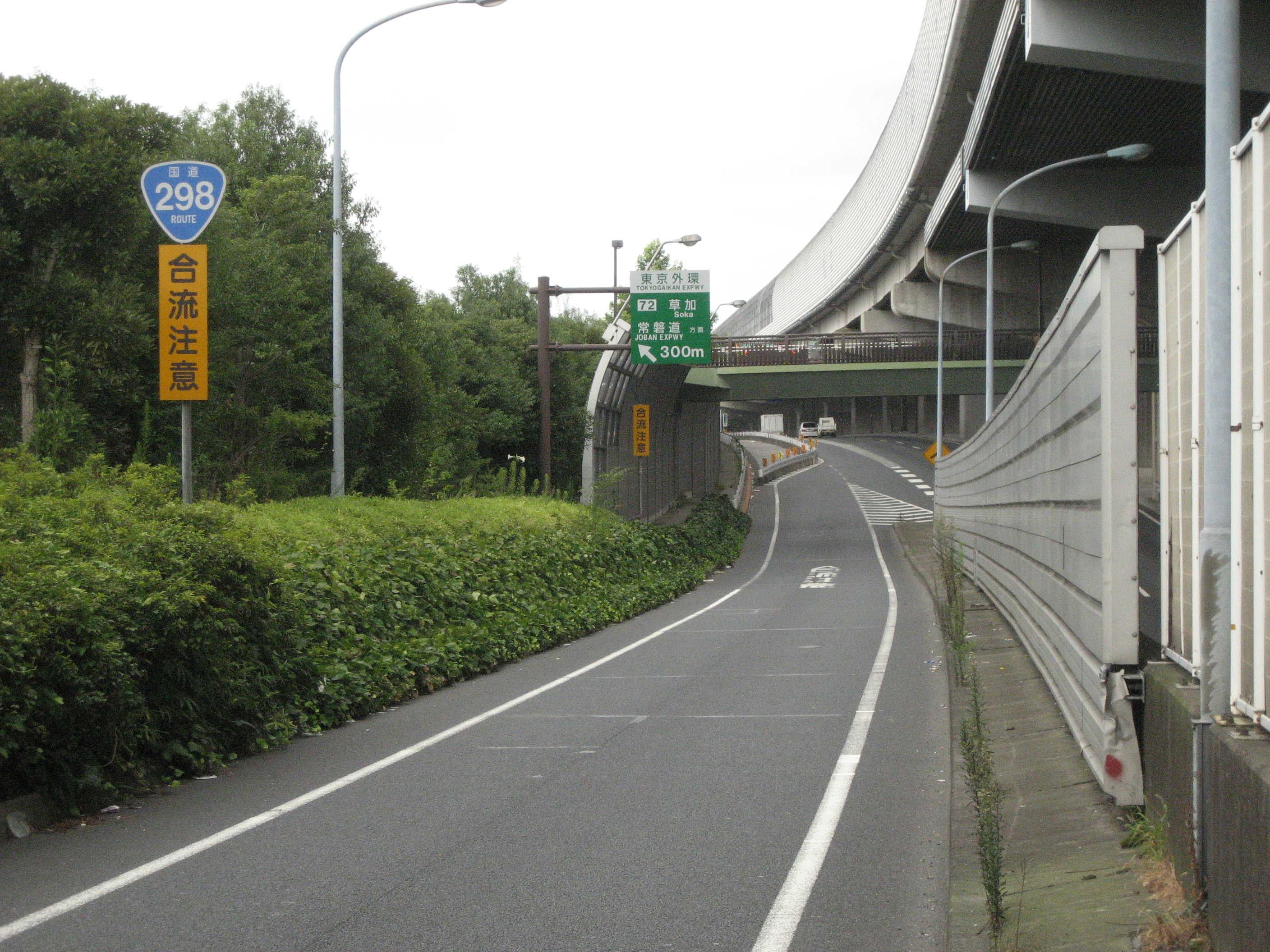
国道298号側道（草加市）

国道298号（こくどう298ごう）は、埼玉県和光市から千葉県市川市に至る一般国道である。事業名・愛称は東京外かく環状道路（外環）。

## 概要
現在、埼玉県和光市新倉（松ノ木島交差点、和光北IC付近）から千葉県市川市高谷（国道357号東京湾岸道路）までが供用されている。
全線にわたって環境施設帯が整備されている。高速道路部（東京外環自動車道）が並行する。東京都区間（葛飾区東金町七丁目 - 八丁目）における都市計画事業名は『東京都市計画道路幹線街路外郭環状葛飾線』である。
なお、起点から東京都練馬区大泉町まで道路が連続しているが、こちらは国道に指定されておらず、市区道もしくは埼玉県道88号和光インター線となっており、道路幅員も異なる。これは、建設時の近隣住民との協定による決定である。

### 路線データ
一般国道の路線を指定する政令に基づく起終点および重要な経過地は次のとおり。
- 起点：和光市（新倉）
- 終点：市川市（高谷）
- 重要な経過地：戸田市、浦和市[注釈 3]、川口市、草加市、八潮市、三郷市、東京都葛飾区（東金町七丁目）、松戸市、市川市
- 総延長：43.8 km（埼玉県 28.7 km、さいたま市 1.9 km、千葉県 12.3 km、東京都 0.9 km）[2][注釈 4]
- 重用延長：なし[2][注釈 4]
- 未供用延長：なし[2][注釈 4]
- 実延長：43.8 km（埼玉県 28.7 km、さいたま市 1.9 km、千葉県 12.3 km、東京都 0.9 km）[2][注釈 4]
  - 現道：43.8 km（埼玉県 28.7 km、さいたま市 1.9 km、千葉県 12.3 km、東京都 0.9 km）[2][注釈 4]
  - 旧道：なし[2][注釈 4]
  - 新道：なし[2][注釈 4]
- 指定区間：和光市大字新倉字江川1639番1 - 市川市高谷2023番の3（全線）[3]

## 歴史
- 1970年（昭和45年）4月1日 - 一般国道298号（戸田市 - 市川市）として指定。事業化。
- 1975年（昭和50年）5月 - 戸田地区の側道開通。
- 1982年（昭和57年）4月1日 - 起点を和光市まで延長し和光市 - 市川市となる。
- 1985年（昭和60年）1月24日 - 八潮市 - 三郷市間開通（同日に三郷IC開通）。
- 1992年（平成4年）11月26日 - 和光市 - 草加市間開通（翌日に東京外環自動車道開通）。
- 1993年（平成5年）6月 - 草加市 - 八潮市間開通。
- 1996年（平成8年）4月 - 八潮立体および潮郷橋の内回り開通。
- 1998年（平成10年）
  - 3月 - 幸魂大橋および綾瀬川放水路併設区間の4車線化供用。
  - 12月 - 松戸三郷有料 - （主）松戸草加線間暫定供用。
- 1999年（平成11年）3月30日 - （県）上笹塚谷口線 - 松戸三郷有料間暫定2/4車線で供用。
- 2005年（平成17年）
  - 2月20日 - 葛飾大橋の千葉方面行きが開通。
  - 3月27日 - 三郷市 - 松戸市間の約8.4 kmが4車線で開通。
- 2008年（平成20年）3月22日 - 国道6号 - 千葉県道1号市川松戸線間暫定2車線で開通。
- 2009年（平成21年）8月8日 - 千葉県道6号市川浦安線 - 国道357号間暫定2車線で開通。
- 2018年（平成30年）
  - 4月 - 道の駅いちかわ開業に伴い、京成バス国分操車場停留所付近 - 千葉県道264号高塚新田市川線間暫定2車線で開通。
  - 6月2日 - 国道6号 - 国道357号間11.4 kmが4車線で開通[4]。

## 路線状況

### 道路施設

#### 橋梁
- 幸魂大橋（荒川・彩湖、埼玉県和光市 - 戸田市）
- 芝川根岸大橋（芝川、埼玉県川口市）
- かさね橋（綾瀬川、埼玉県草加市）
- 潮郷橋（中川、埼玉県八潮市 - 三郷市）
- 三郷放水路橋（三郷放水路、埼玉県三郷市）
- 葛飾大橋（江戸川、東京都葛飾区 - 千葉県松戸市）

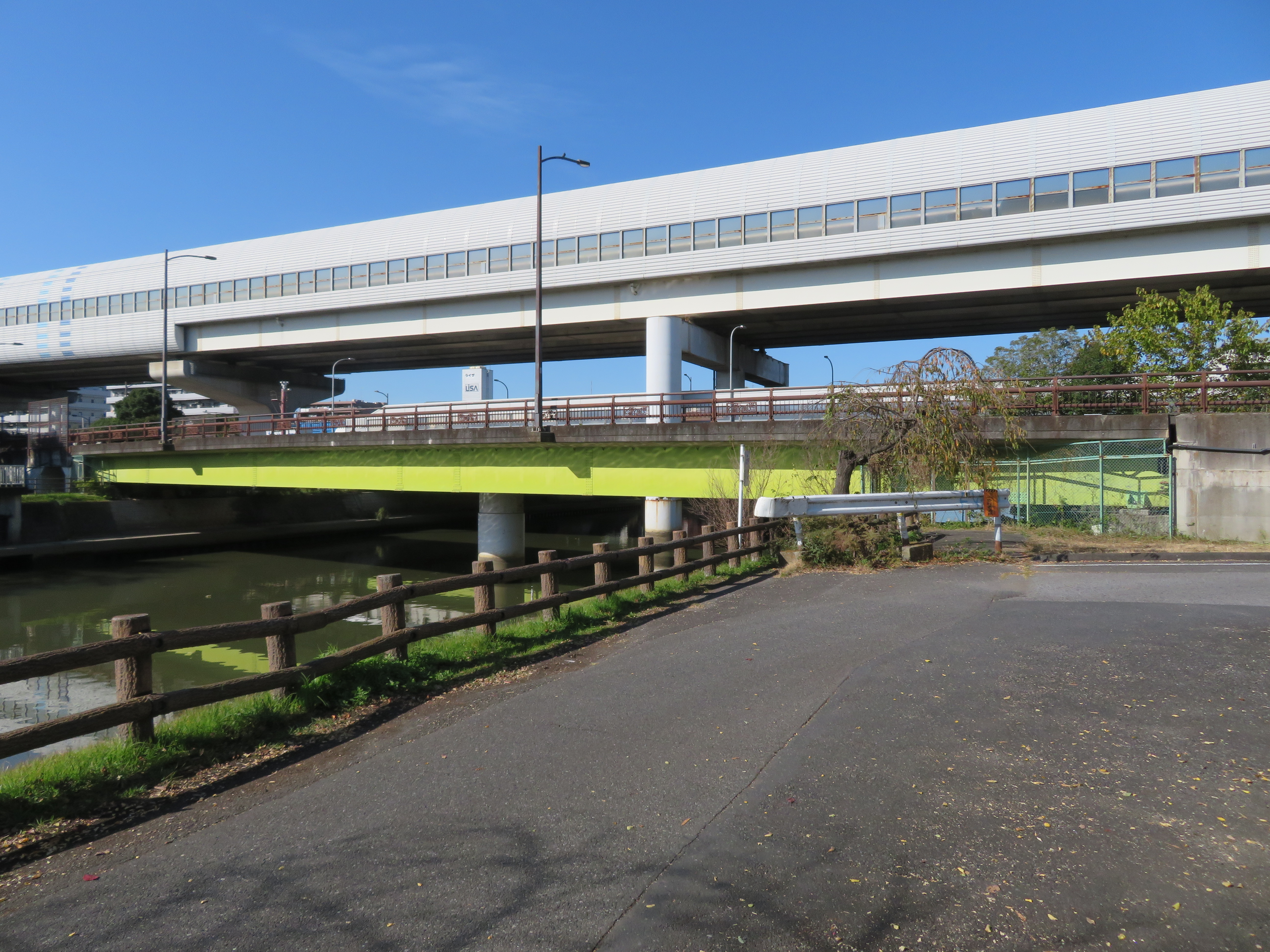
かさね橋
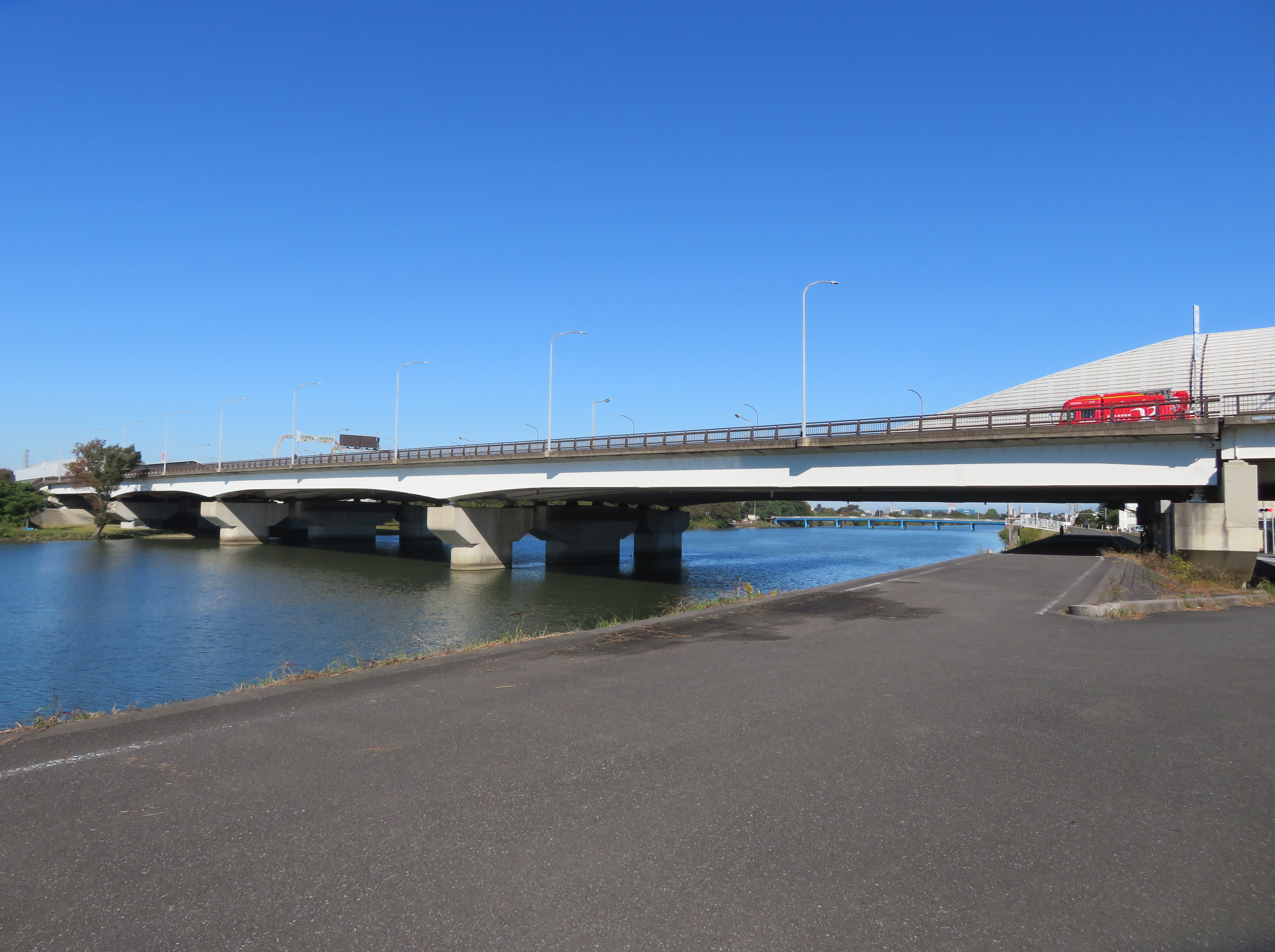
潮郷橋

#### トンネル
- 上矢切トンネル（千葉県松戸市）
- 矢切トンネル（千葉県松戸市）
- 小塚山トンネル（千葉県市川市）

#### 道の駅
- 埼玉県
  - 川口・あんぎょう（川口市）
- 千葉県
  - いちかわ（市川市）

### 交通量
24時間交通量（平成17年度道路交通センサス）
| 都道府県名 | 地点                    | 台数   |
| ---------- | ----------------------- | ------ |
| 埼玉県     | 戸田市美女木中前原      | 29,487 |
| 埼玉県     | 戸田市美女木東          | 48,377 |
| 埼玉県     | さいたま市南区文蔵4丁目 | 57,337 |
| 埼玉県     | 川口市上ノ台            | 37,351 |
| 埼玉県     | 草加市原町3丁目         | 42,640 |
| 埼玉県     | 草加市青柳4丁目         | 34,489 |
| 埼玉県     | 八潮市大字八條          | 31,161 |
| 埼玉県     | 三郷市大字花和田        | 38,777 |
| 埼玉県     | 三郷市鷹野              | 33,782 |
| 東京都     | 葛飾区東金町8丁目       | 29,367 |
| 千葉県     | 松戸市小山              | 14,281 |

24時間交通量（平成27年度道路交通センサス）
| 都道府県名 | 地点                    | 台数   |
| ---------- | ----------------------- | ------ |
| 埼玉県     | 和光市新倉6-1-1         | 26,550 |
| 埼玉県     | さいたま市南区辻6-5-31  | 42,046 |
| 埼玉県     | さいたま市南区文蔵3丁目 | 50,914 |
| 埼玉県     | 川口市伊刈              | 35,273 |
| 埼玉県     | 川口市神戸              | 45,818 |
| 埼玉県     | 川口市大字安行吉倉      | 33,744 |
| 埼玉県     | 八潮市大字八條          | 41,665 |
| 埼玉県     | 三郷市栄                | 33,592 |
| 埼玉県     | 三郷市高洲1-395         | 39,638 |
| 埼玉県     | 三郷市高洲4-73          | 37,180 |
| 東京都     | 葛飾区東金町8丁目       | 29,367 |
| 千葉県     | 松戸市小山              | 14,281 |

## 地理

### 通過する自治体
- 埼玉県
  - 和光市 - 戸田市 - さいたま市（南区） - 川口市 - 草加市 - 八潮市 - 三郷市
- 東京都
  - 葛飾区
- 千葉県
  - 松戸市 - 市川市

### 交差する道路
- 左側が内回り側、右側が外回り側。
- 背景色が■である部分は道路が供用されていない、または完成していないことを示す。未開通区間の名称は仮称。
- 交差する道路の特記がないものは市道。

| 交差する道路                                      | 交差する道路                                                       | 交差する場所 | 交差する場所 | 交差する場所         | 和光から (km) |
| ------------------------------------------------- | ------------------------------------------------------------------ | ------------ | ------------ | -------------------- | ------------- |
| C3 東京外環自動車道 52和光北 大泉・E17 関越道方面 |                                                                    |              |              |                      |               |
| 埼玉県道88号和光インター線                        | 国道254号（和光富士見バイパス）                                    | 埼玉県       | 和光市       | 松ノ木島             | 0.0           |
| C3 東京外環自動車道 52和光北 三郷方面             | C3 東京外環自動車道 52和光北 三郷方面                              | 埼玉県       | 和光市       | -                    | 0.2           |
| C3 東京外環自動車道 53戸田西                      | C3 東京外環自動車道 53戸田西                                       | 埼玉県       | 戸田市       | -                    | 2.1           |
| 国道17号（新大宮バイパス）                        | 国道17号（新大宮バイパス）                                         | 埼玉県       | 戸田市       | 美女木八幡           | 3.0           |
| C3 東京外環自動車道 61戸田東                      | C3 東京外環自動車道 61戸田東                                       | 埼玉県       | 戸田市       | -                    | 4.0           |
| -                                                 | 埼玉県道79号朝霞蕨線                                               | 埼玉県       | 戸田市       | 蕨戸田衛生センター南 | 4.3           |
| 埼玉県道79号朝霞蕨線                              | -                                                                  | 埼玉県       | 戸田市       | 北戸田駅入口         | 4.5           |
| 国道17号                                          | 国道17号                                                           | 埼玉県       | さいたま市   | 南区辻一丁目         | 5.6           |
| C3 東京外環自動車道 62外環浦和                    | C3 東京外環自動車道 62外環浦和                                     | 埼玉県       | 川口市       | -                    | 6.5           |
| 埼玉県道35号川口上尾線                            | 埼玉県道35号川口上尾線                                             | 埼玉県       | 川口市       | 芝支所               | 8.0           |
| C3 東京外環自動車道 63川口西                      | C3 東京外環自動車道 63川口西                                       | 埼玉県       | 川口市       | -                    | 8.7           |
| 埼玉県道235号大間木蕨線                           | 埼玉県道235号大間木蕨線                                            | 埼玉県       | 川口市       | 伊刈消防分署         | 9.3           |
| 埼玉県道34号さいたま草加線                        | 埼玉県道34号さいたま草加線                                         | 埼玉県       | 川口市       | 岸川中学校           | 9.6           |
| 埼玉県道34号さいたま草加線 （第二産業道路）       | 埼玉県道1号さいたま川口線 （第二産業道路）                         | 埼玉県       | 川口市       | 道合西               | 10.2          |
| C3 東京外環自動車道 64川口中央                    | C3 東京外環自動車道 64川口中央                                     | 埼玉県       | 川口市       | -                    | 10.7          |
| 国道122号                                         | 国道122号                                                          | 埼玉県       | 川口市       | 西新井宿             | 12.1          |
| 埼玉県道105号さいたま鳩ヶ谷線                     | 埼玉県道105号さいたま鳩ヶ谷線                                      | 埼玉県       | 川口市       | 石神（南）           | 12.5          |
| C3 東京外環自動車道 71川口東                      | C3 東京外環自動車道 71川口東                                       | 埼玉県       | 川口市       | -                    | 13.1          |
| 埼玉県道161号越谷鳩ヶ谷線                         | 埼玉県道161号越谷鳩ヶ谷線                                          | 埼玉県       | 川口市       | 安行（西）           | 13.7          |
| 埼玉県道・東京都道103号吉場安行東京線             | 埼玉県道・東京都道103号吉場安行東京線                              | 埼玉県       | 川口市       | 花と緑の振興センター | 14.1          |
| 埼玉県道328号金明町鳩ヶ谷線                       | 埼玉県道328号金明町鳩ヶ谷線                                        | 埼玉県       | 草加市       | 草加西高校前         | 15.6          |
| C3 東京外環自動車道 72草加 大泉方面               | C3 東京外環自動車道 72草加 大泉方面                                | 埼玉県       | 草加市       | -                    | 16.6          |
| 国道4号（草加バイパス）                           | 国道4号（草加バイパス）                                            | 埼玉県       | 草加市       | 新善町               | 16.9          |
| C3 東京外環自動車道 72草加 三郷方面               | C3 東京外環自動車道 72草加 三郷方面                                | 埼玉県       | 草加市       | -                    | 17.3          |
| 東京都道・埼玉県道49号足立越谷線                  | 東京都道・埼玉県道49号足立越谷線                                   | 埼玉県       | 草加市       | 旭町二丁目           | 18.3          |
| 埼玉県道115号越谷八潮線                           | 埼玉県道115号越谷八潮線                                            | 埼玉県       | 草加市       | 草加産業道路         | 19.0          |
| -                                                 | 国道4号（東埼玉道路）                                              | 埼玉県       | 八潮市       | 八條白鳥             | 20.9          |
| 埼玉県道・千葉県道29号草加流山線 八潮市街方面     | 埼玉県道・東京都道102号平方東京線 埼玉県道・千葉県道29号草加流山線 | 埼玉県       | 八潮市       | 八潮八條             | 21.5          |
| 東京都道・埼玉県道67号葛飾吉川松伏線              | 東京都道・埼玉県道67号葛飾吉川松伏線                               | 埼玉県       | 三郷市       | 天神一丁目（西）     | 22.4          |
| -                                                 | C3 東京外環自動車道 74外環三郷西IC出口                             | 埼玉県       | 三郷市       | -                    | 22.8          |
| 戸ヶ崎方面                                        | 東京都道・埼玉県道67号葛飾吉川松伏線 （都市軸道路）                | 埼玉県       | 三郷市       | 三郷I.C出口（西）    | 23.0          |
| 首都高速6号三郷線 / E6 常磐自動車道 1三郷IC出口   | -                                                                  | 埼玉県       | 三郷市       | -                    | 23.4          |
| 埼玉県道116号八潮三郷線                           | -                                                                  | 埼玉県       | 三郷市       | 三郷I.C入口（西）    | 23.5          |
| -                                                 | 首都高速6号三郷線/ E6 常磐自動車道 1三郷IC入口                     | 埼玉県       | 三郷市       | -                    | 23.6          |
| C3 東京外環自動車道 74外環三郷西IC入口            | -                                                                  | 埼玉県       | 三郷市       | -                    | 23.9          |
| 埼玉県道116号八潮三郷線                           | -                                                                  | 埼玉県       | 三郷市       | -                    | 24.4          |
| 首都高速6号三郷線 / E6 常磐自動車道 661三郷出入口 | 首都高速6号三郷線 / E6 常磐自動車道 661三郷出入口                  | 埼玉県       | 三郷市       | -                    | 24.8          |
| 埼玉県道376号上笹塚谷口線                         | 埼玉県道376号上笹塚谷口線                                          | 埼玉県       | 三郷市       | 谷口南               | 25.6          |
| C3 東京外環自動車道 81三郷中央                    | C3 東京外環自動車道 81三郷中央                                     | 埼玉県       | 三郷市       | -                    | 25.8          |
| 千葉県道・東京都道・埼玉県道54号松戸草加線        | -                                                                  | 埼玉県       | 三郷市       | 鷹野小学校前         | 28.3          |
| C3 東京外環自動車道 82三郷南                      | C3 東京外環自動車道 82三郷南                                       | 埼玉県       | 三郷市       | -                    | 28.5          |
| 千葉県道・埼玉県道295号松戸三郷線                 | 千葉県道・埼玉県道295号松戸三郷線                                  | 埼玉県       | 三郷市       | 鷹野五丁目（東）     | 28.8          |
| -                                                 | 埼玉県道54号松戸草加線                                             | 埼玉県       | 三郷市       | 高州交番前           | 29.7          |
| 埼玉県道54号松戸草加線                            | 埼玉県道54号松戸草加線                                             | 埼玉県       | 三郷市       | 高州四丁目（西）     | 30.4          |
| 東京都道54号松戸草加線                            | 東京都道54号松戸草加線                                             | 東京都       | 葛飾区       | -                    | 31.0          |
| 東京都道451号江戸川堤防線                         | 東京都道451号江戸川堤防線                                          | 東京都       | 葛飾区       |                      | 31.1          |
| 国道6号（水戸街道）（金町バイパス）               | 国道6号（水戸街道）（金町バイパス）                                | 千葉県       | 松戸市       | 外かん矢切入口       | 32.2          |
| 千葉県道1号市川松戸線                             | 千葉県道1号市川松戸線                                              | 千葉県       | 松戸市       | 松戸IC北             | 33.0          |
| C3 東京外環自動車道 83松戸                        | C3 東京外環自動車道 83松戸                                         | 千葉県       | 松戸市       | -                    | 33.1          |
| C3 東京外環自動車道 85市川北                      | C3 東京外環自動車道 85市川北                                       | 千葉県       | 市川市       | -                    | 35.9          |
| 千葉県道264号高塚新田市川線                       | 千葉県道264号高塚新田市川線                                        | 千葉県       | 市川市       | 市川北IC南           | 36.1          |
| 国道14号（千葉街道）                              | 国道14号（千葉街道）                                               | 千葉県       | 市川市       | 菅野駅入口           | 38.1          |
| C3 東京外環自動車道 86市川中央                    | C3 東京外環自動車道 86市川中央                                     | 千葉県       | 市川市       | -                    | 38.7          |
| 千葉県道6号市川浦安線                             | 千葉県道6号市川浦安線                                              | 千葉県       | 市川市       | 文化会館南           | 39.6          |
| 千葉県道283号若宮西船市川線                       | 千葉県道283号若宮西船市川線                                        | 千葉県       | 市川市       | 稲荷木小学校前       | 39.8          |
| 千葉県道6号市川浦安線                             | 千葉県道6号市川浦安線                                              | 千葉県       | 市川市       | 稲荷木二丁目         | 40.5          |
| 千葉県道179号船橋行徳線                           | 千葉県道179号船橋行徳線                                            | 千葉県       | 市川市       | 田尻五丁目北         | 41.0          |
| C3 東京外環自動車道 91市川南                      | C3 東京外環自動車道 91市川南                                       | 千葉県       | 市川市       | -                    | 42.3          |
| 千葉県道179号船橋行徳線                           | 千葉県道179号船橋行徳線                                            | 千葉県       | 市川市       | 市川南IC南           | 42.5          |
| 国道357号（東京湾岸道路）                         | 国道357号（東京湾岸道路）                                          | 千葉県       | 市川市       | 田尻                 | 43.3          |

### 交差する鉄道・河川・湖沼
- 新河岸川
- 荒川
- 彩湖
- 東北新幹線
- 埼京線
- 東北本線（宇都宮線、上野東京ライン、湘南新宿ライン）
- 京浜東北線
- 芝川
- 見沼代用水東縁
- 埼玉高速鉄道線
- 伝右川
- 東武伊勢崎線（東武スカイツリーライン）
- 綾瀬川
- 古綾瀬川
- 葛西用水路
- 綾瀬川放水路
- 中川
- 首都圏新都市鉄道つくばエクスプレス
- 三郷放水路
- 大場川
- 小合溜井
- 江戸川
- 坂川
- 常磐線
- 北総鉄道北総線
- 真間川
- 京成本線
- 総武本線
- 都営地下鉄新宿線
- 東京メトロ東西線

### 沿線
| 施設名                                             | 所在地 | 所在地     |
| -------------------------------------------------- | ------ | ---------- |
| 埼玉県下水道局新河岸川水循環センター               | 埼玉県 | 和光市     |
| 彩湖・道満グリーンパーク                           | 埼玉県 | 戸田市     |
| 埼玉県下水道局荒川水循環センター                   | 埼玉県 | 戸田市     |
| 埼玉県立南稜高等学校                               | 埼玉県 | 戸田市     |
| イオンモール北戸田                                 | 埼玉県 | 戸田市     |
| 日本銀行戸田分館                                   | 埼玉県 | 戸田市     |
| 関東地方整備局北首都国道事務所戸田維持出張所       | 埼玉県 | 戸田市     |
| 北戸田駅（JR埼京線）                               | 埼玉県 | 戸田市     |
| さいたま市立浦和南高等学校                         | 埼玉県 | さいたま市 |
| 埼玉県荒川左岸南部下水道事務所                     | 埼玉県 | さいたま市 |
| JR東日本さいたま車両センター                       | 埼玉県 | さいたま市 |
| 浦和実業学園中学校・高等学校                       | 埼玉県 | さいたま市 |
| 川口市立芝中学校                                   | 埼玉県 | 川口市     |
| 川口市役所芝支所                                   | 埼玉県 | 川口市     |
| 川口市北消防署伊刈分署                             | 埼玉県 | 川口市     |
| 埼玉県立川口青陵高等学校                           | 埼玉県 | 川口市     |
| 埼玉県花と緑の振興センター                         | 埼玉県 | 川口市     |
| 川口市立安行東中学校                               | 埼玉県 | 川口市     |
| 川口緑化センター                                   | 埼玉県 | 川口市     |
| 道の駅川口・あんぎょう                             | 埼玉県 | 川口市     |
| 埼玉県立草加西高等学校                             | 埼玉県 | 草加市     |
| 上野学園日本音楽史研究所                           | 埼玉県 | 草加市     |
| 埼玉県立草加高等学校                               | 埼玉県 | 草加市     |
| ピアラシティ                                       | 埼玉県 | 三郷市     |
| 東日本高速道路三郷管理事務所                       | 埼玉県 | 三郷市     |
| 埼玉県警察高速道路交通警察隊三郷分駐隊             | 埼玉県 | 三郷市     |
| 埼玉県下水道局中川下水道事務所・中川水循環センター | 埼玉県 | 三郷市     |
| 埼玉県下水道公社中川支社                           | 埼玉県 | 三郷市     |
| 東京都水道局三郷浄水場                             | 埼玉県 | 三郷市     |
| 埼玉県立三郷高等学校                               | 埼玉県 | 三郷市     |
| 三郷市役所                                         | 埼玉県 | 三郷市     |
| 埼玉県立みさと公園                                 | 埼玉県 | 三郷市     |
| 水元公園                                           | 東京都 | 葛飾区     |
| 千葉県生涯大学校東葛飾学園浅間台教室               | 千葉県 | 松戸市     |
| 関東地方整備局首都国道事務所外環松戸相談所         | 千葉県 | 松戸市     |
| 矢切駅（北総鉄道）                                 | 千葉県 | 松戸市     |
| 小塚山公園                                         | 千葉県 | 市川市     |
| 市川市立中国分小学校                               | 千葉県 | 市川市     |
| 市川市立国分小学校                                 | 千葉県 | 市川市     |
| 道の駅いちかわ                                     | 千葉県 | 市川市     |
| 下総国分寺跡                                       | 千葉県 | 市川市     |
| 日出学園中学校・高等学校                           | 千葉県 | 市川市     |
| 東京歯科大学市川総合病院                           | 千葉県 | 市川市     |
| 千葉県立市川工業高等学校                           | 千葉県 | 市川市     |
| 菅野駅（京成本線）                                 | 千葉県 | 市川市     |
| 市川市文化会館                                     | 千葉県 | 市川市     |
| 関東地方整備局首都国道事務所市川国道出張所         | 千葉県 | 市川市     |
| 千葉県立市川南高等学校                             | 千葉県 | 市川市     |
| 市川市クリーンセンター                             | 千葉県 | 市川市     |
| クリーンスパ市川                                   | 千葉県 | 市川市     |

## ギャラリー

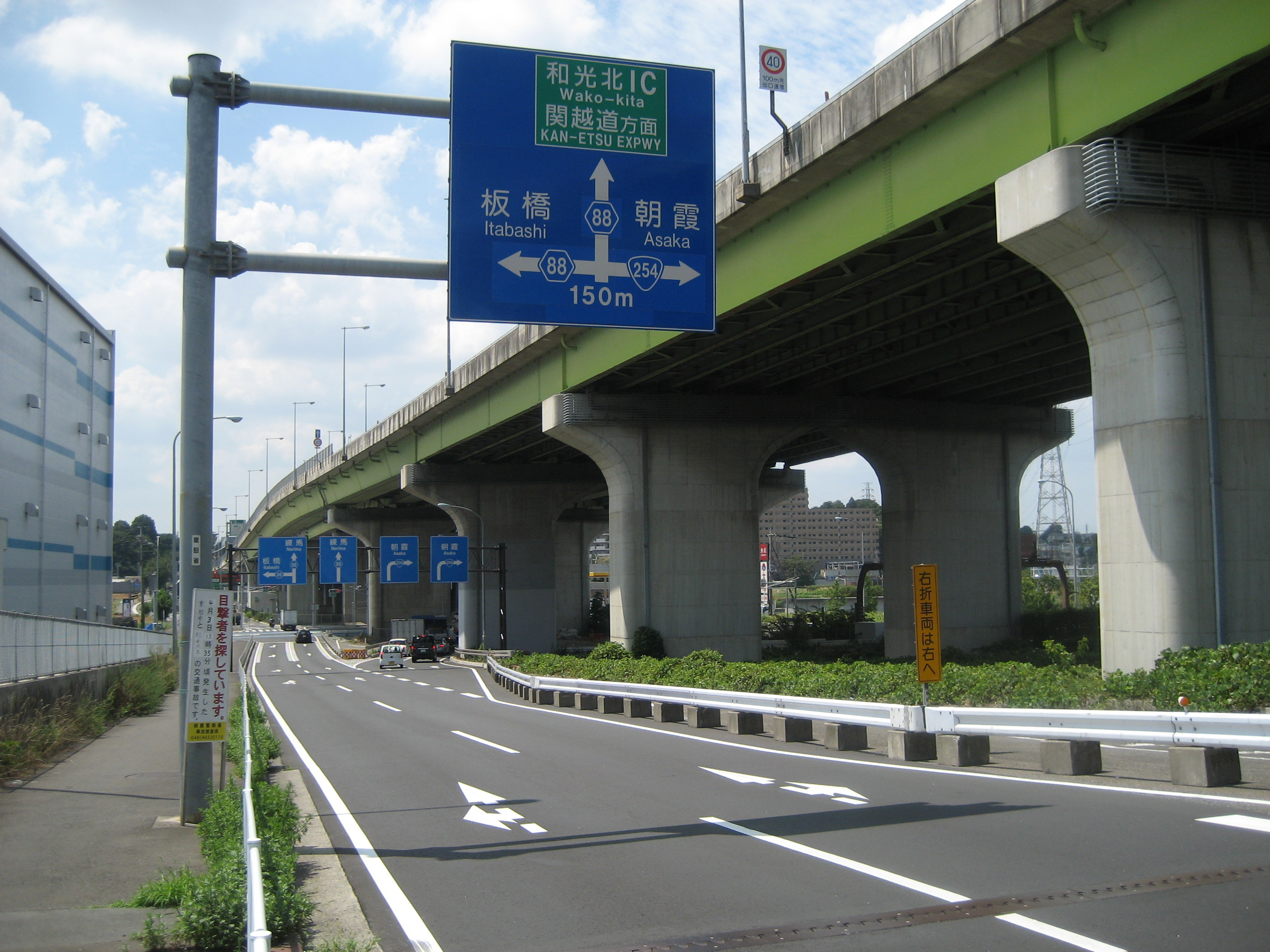
起点付近（埼玉県和光市）
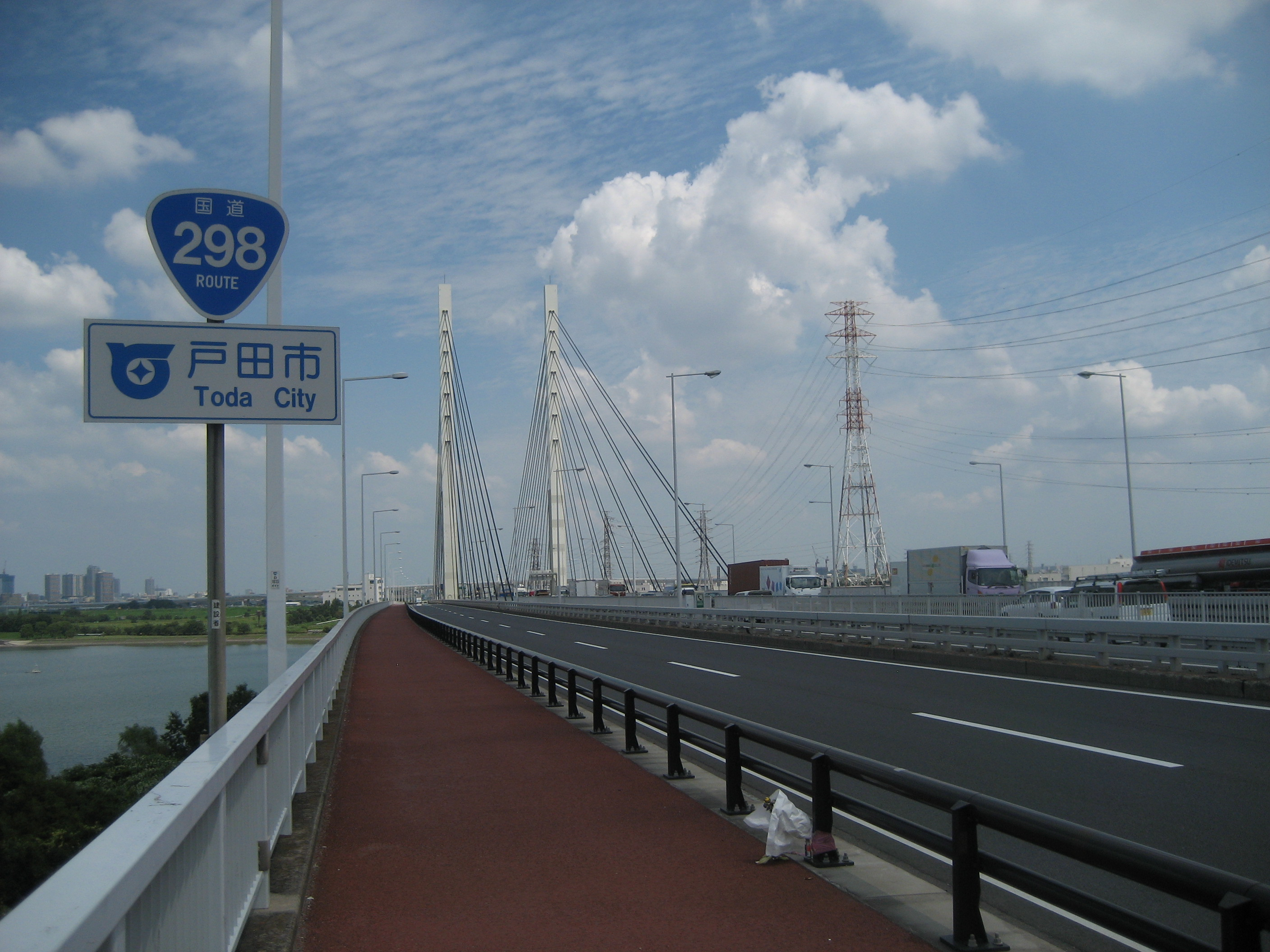
幸魂大橋（埼玉県戸田市）
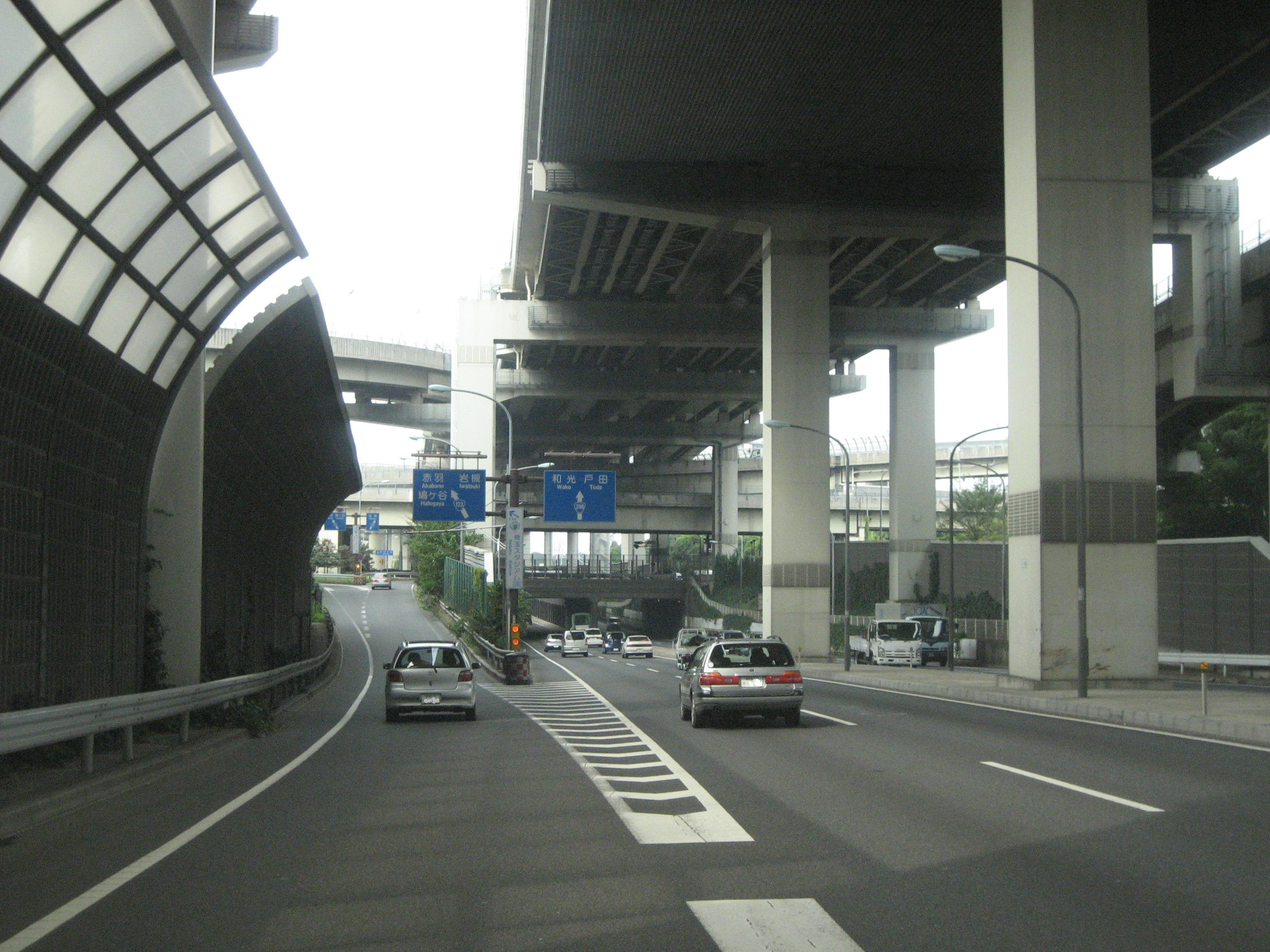
川口JCT付近（埼玉県川口市）
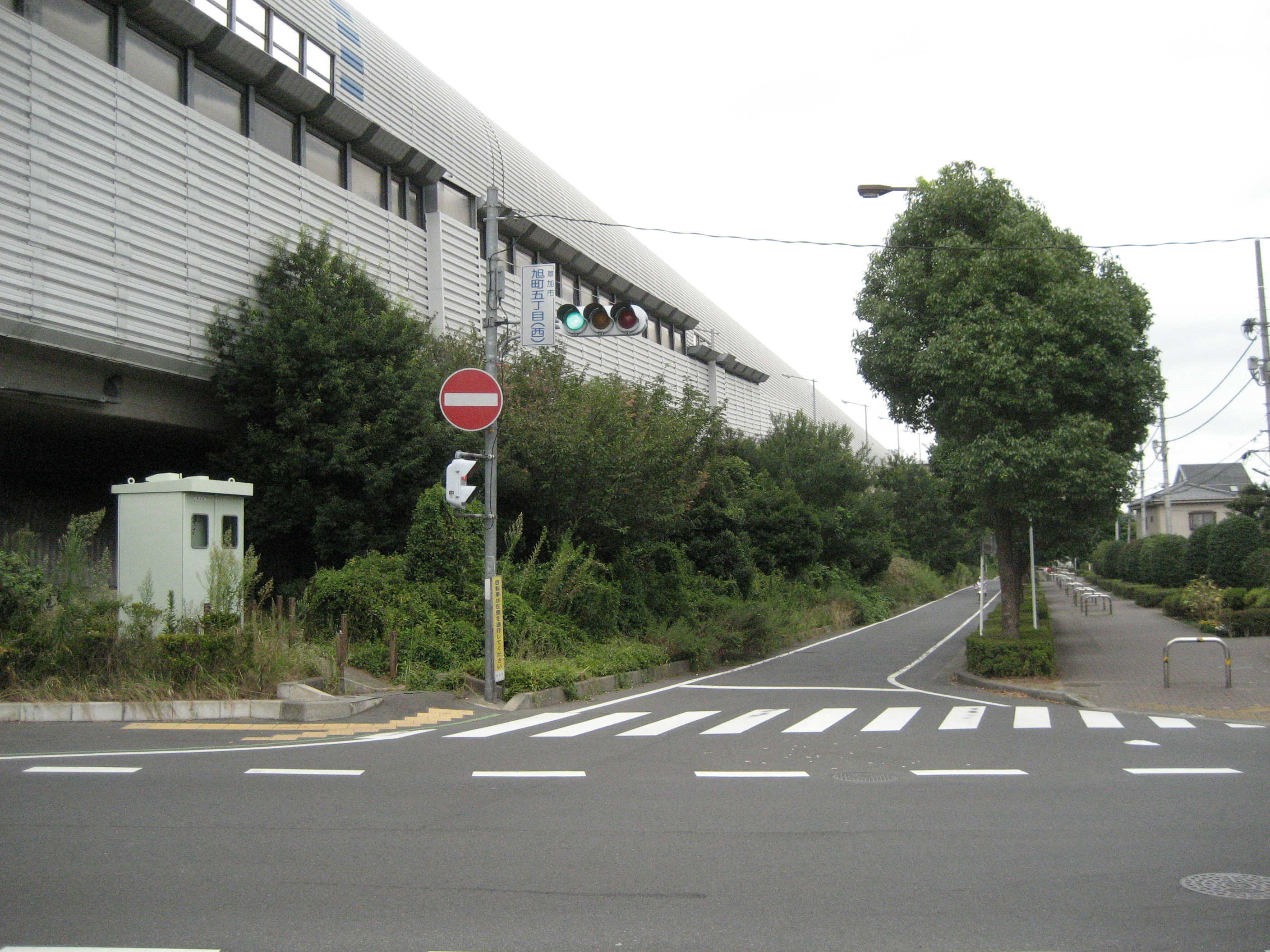
側道沿いに整備されている環境施設帯（埼玉県草加市）
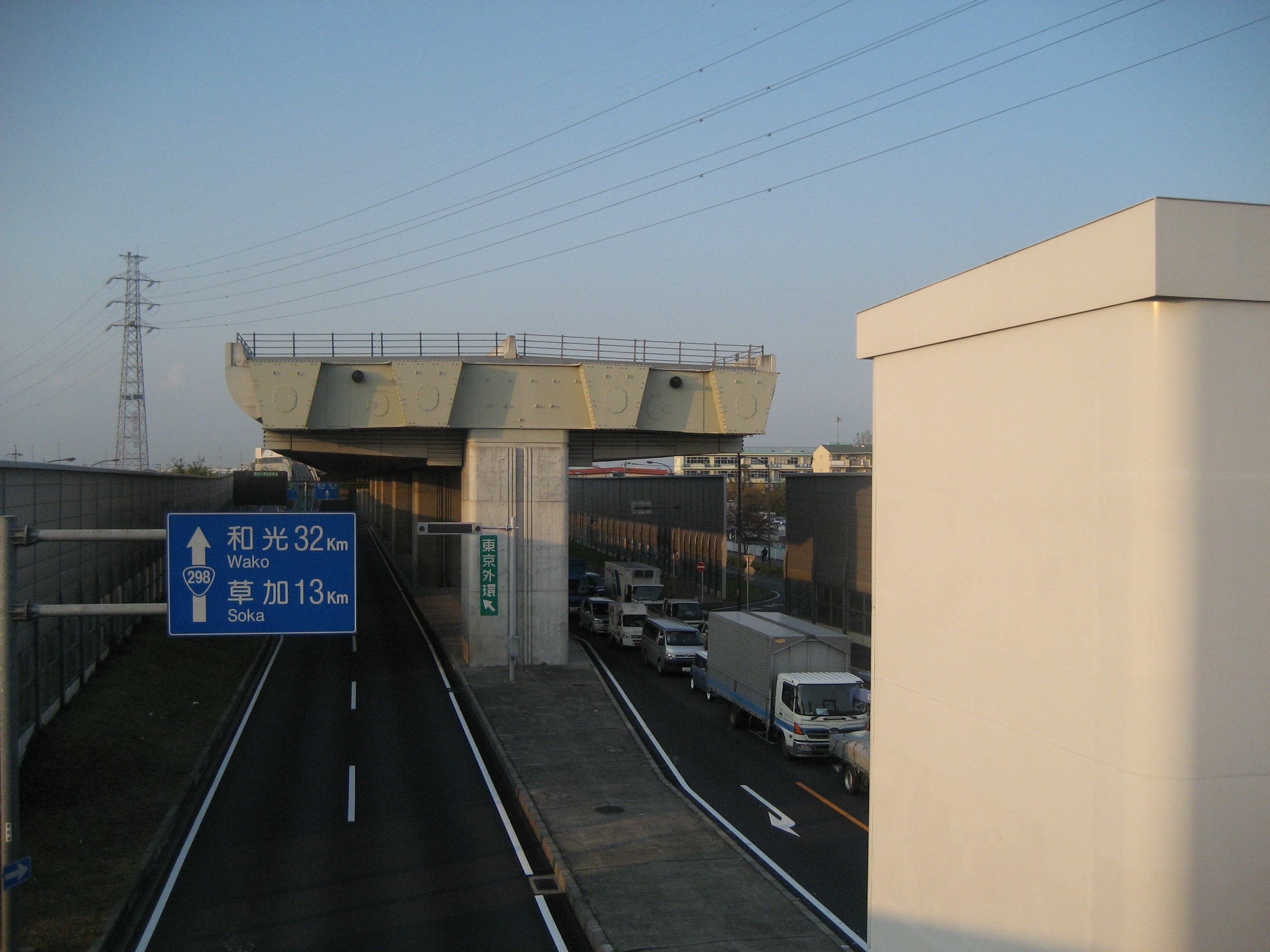
外環道三郷南IC付近（2009年当時　埼玉県三郷市）
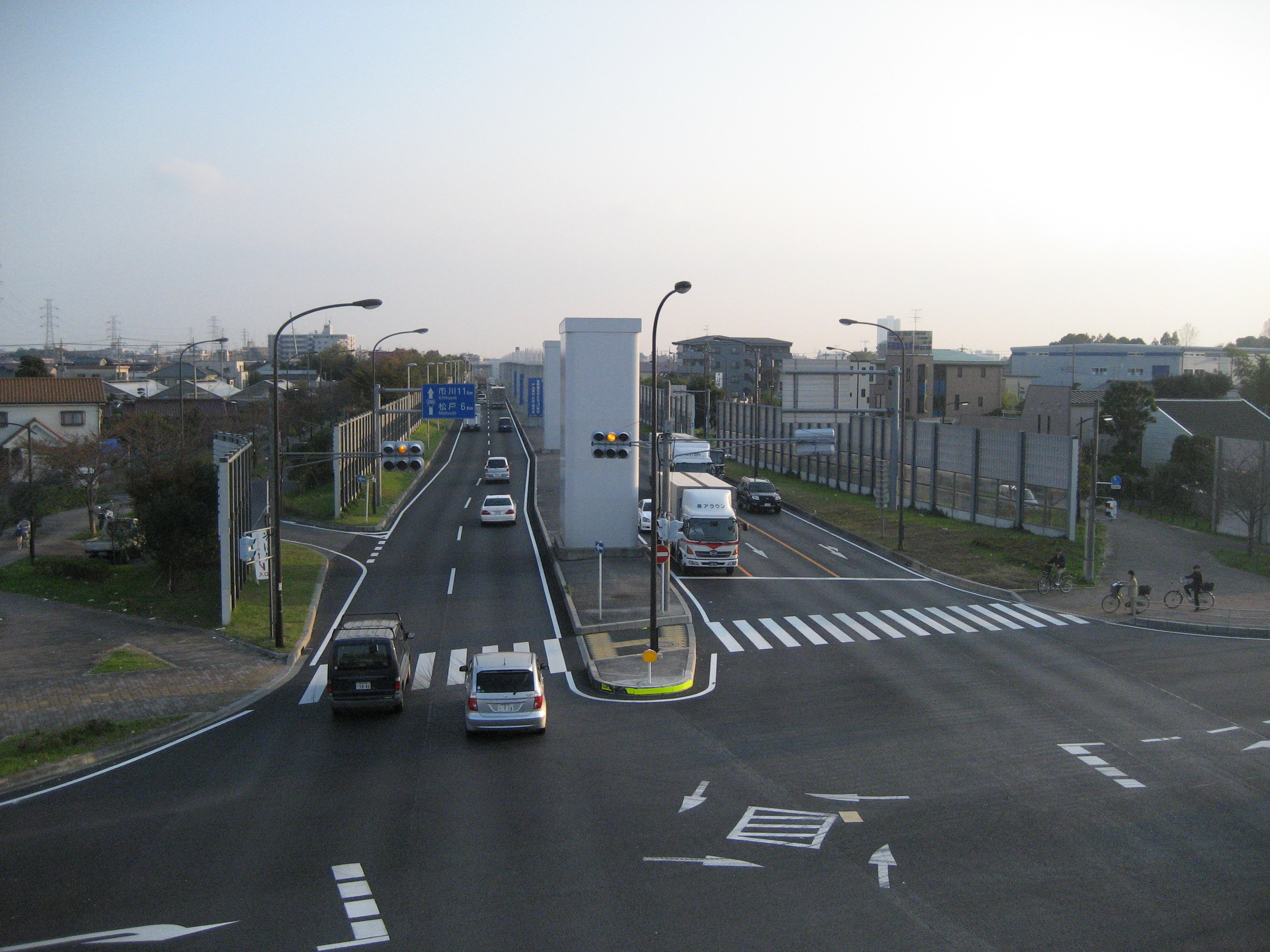
鷹野5丁目交差点から松戸方面を撮影（2009年当時　埼玉県三郷市）
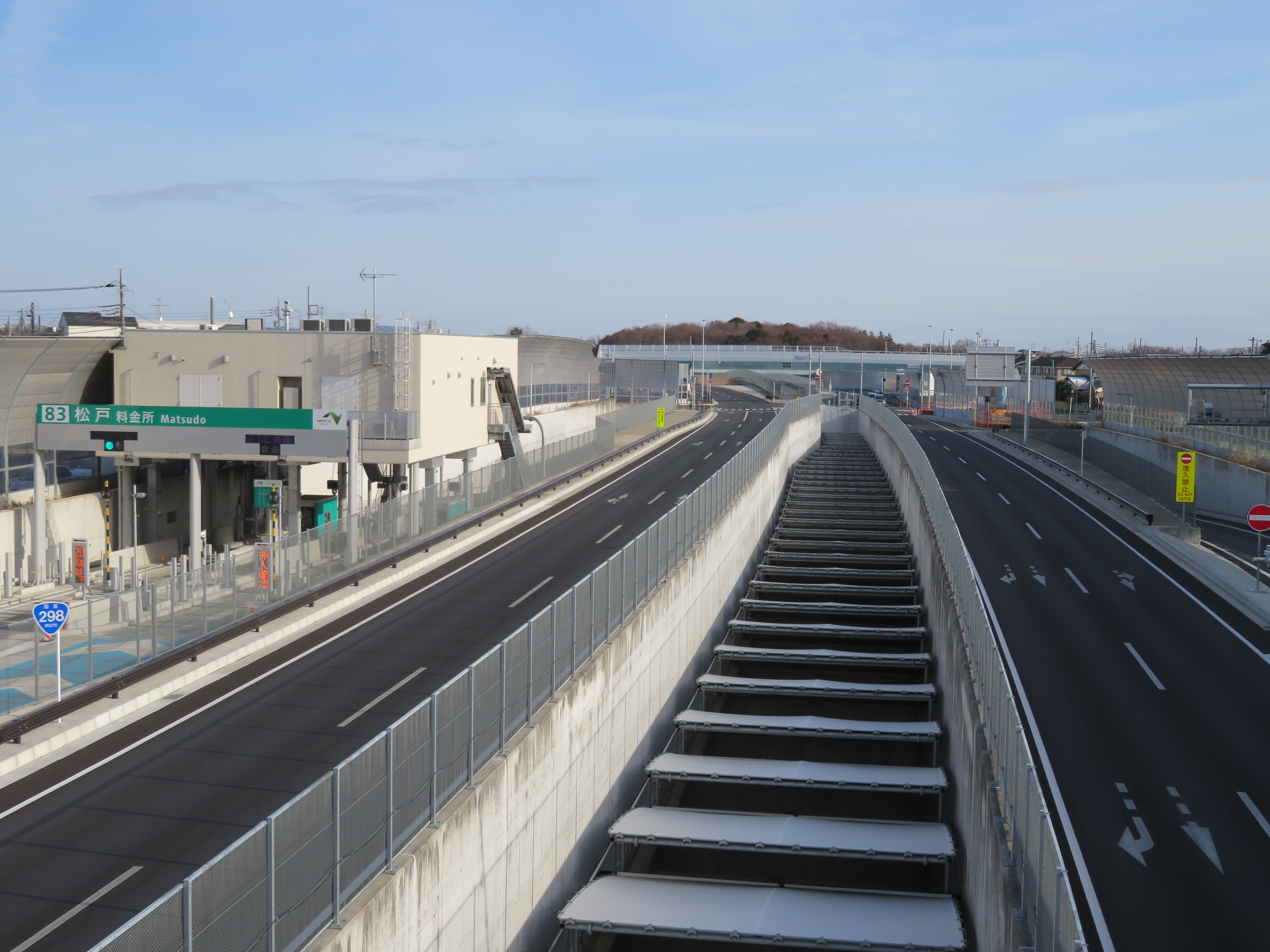
千葉県松戸市下矢切付近
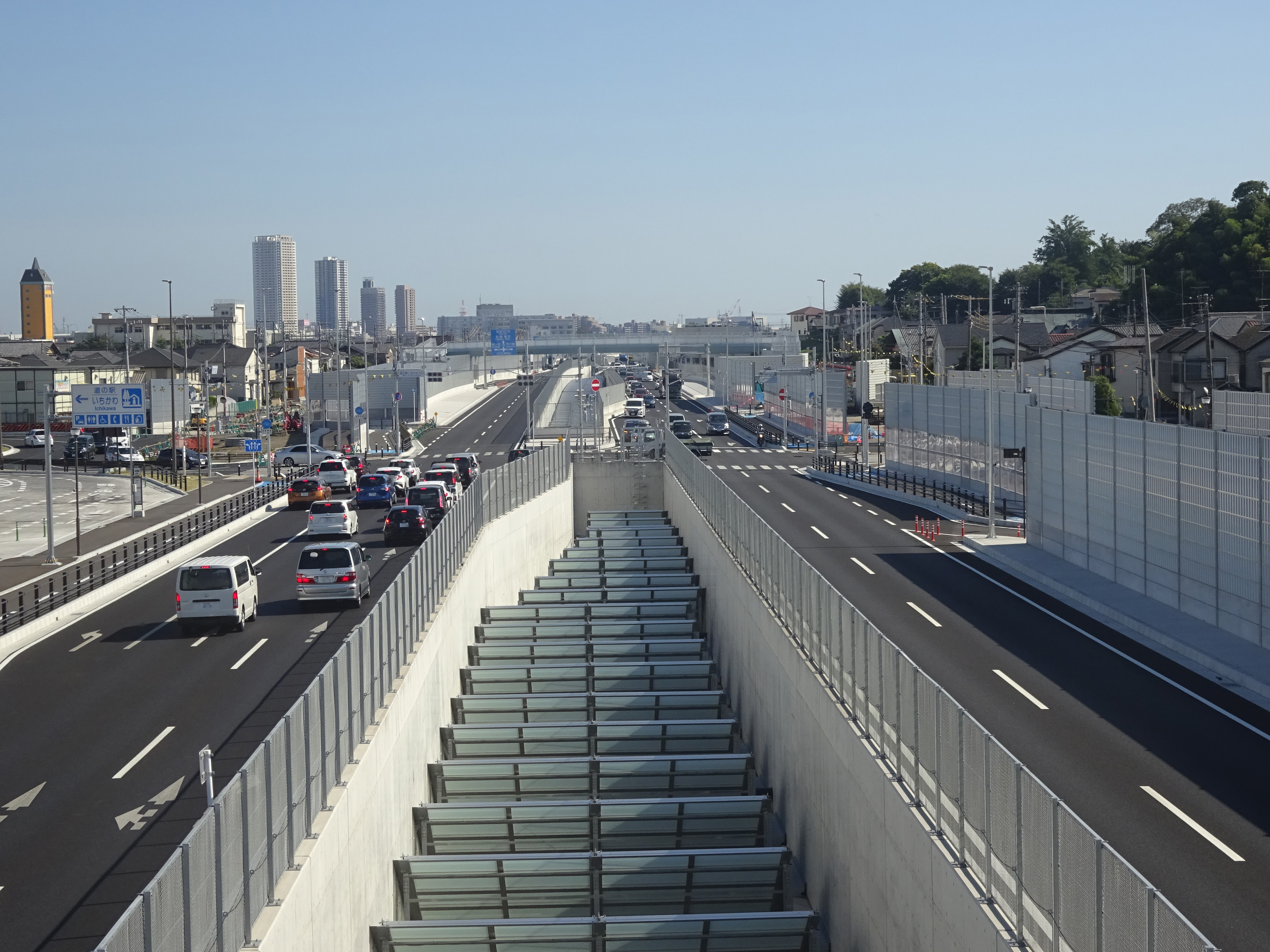
道の駅いちかわ付近（2018年8月）
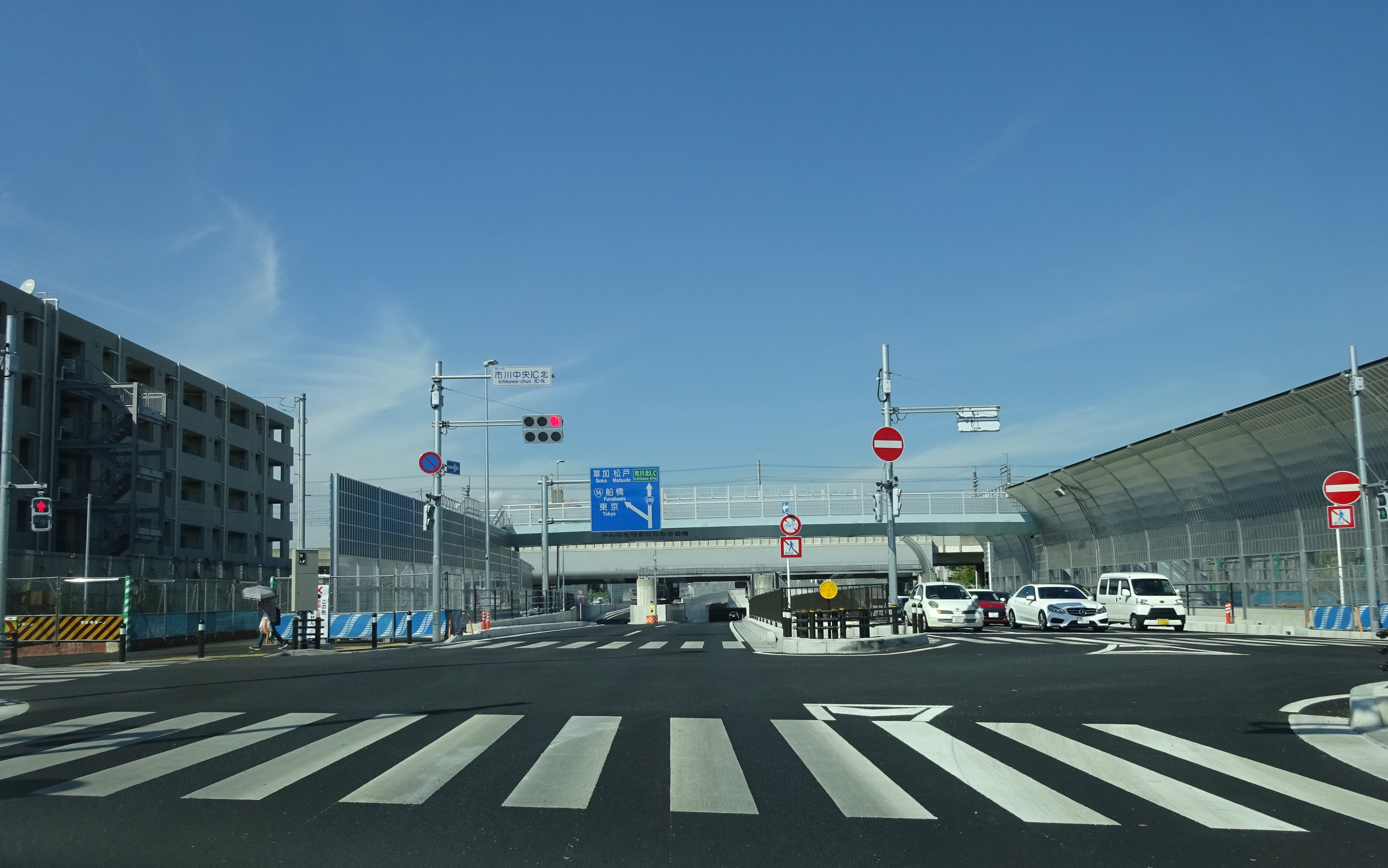
市川中央IC付近（2018年8月）
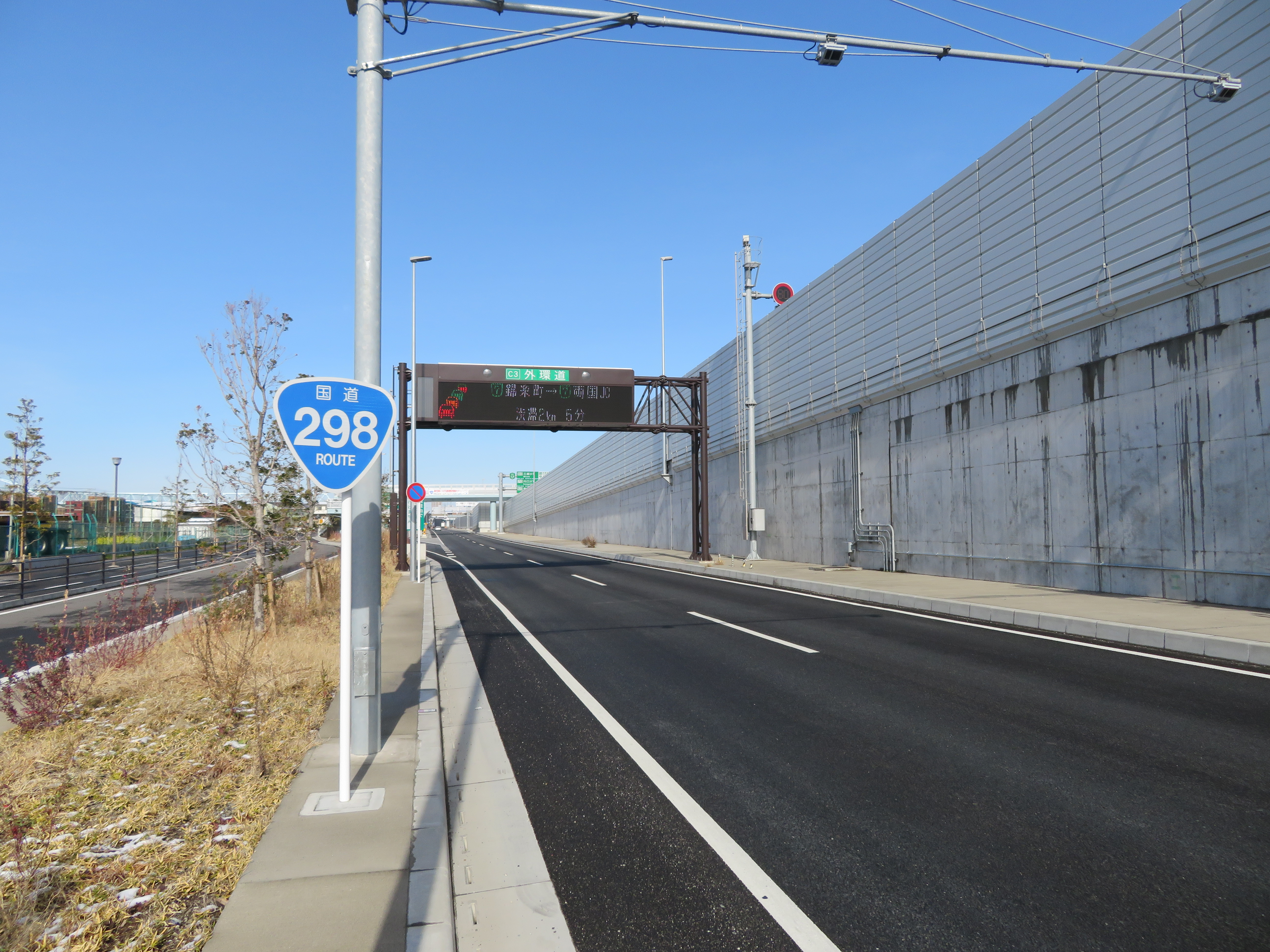
千葉県市川市高谷3丁目付近